# شفلرية إهليلجية
شفلرية إهليلجية (الاسم العلمي:Schefflera elliptica) هي نوع من النباتات تتبع جنس الشفلرية من الفصيلة الأرالية.